# Oleg Kharuk
 Oleg Kharuk  (en ruso: Харук Олег Васильевич; nacido en Sverdlovsk, en la región de Lugansk, Ucrania el 29 de junio de 1969) es un productor de televisión, escritor, piloto de autos de carreras y piloto en el Campeonato Europeo de carreras de autos 2018 en la categoría GT4, fundador de la empresa LEOMAX y ganador en los Premios Internacionales al Emprendedor del Año en Rusia en 2016 en la categoría Minorista.

## Educación
Kharuk se graduó en la Universidad Estatal de Minería de Moscú en 1993, obteniendo el título de ingeniero.
Se graduó en el Instituto Trebas de Televisión y Cinematografía en Toronto (Canadá) en 1999, obteniendo el título de Productor de Cine y Televisión.

## Actividad como productor
En enero de 2001, Haruk fue el conductor de un teletón de 24 horas en apoyo a las víctimas del sismo en Gujarat, India. Artistas y políticos famosos de Canadá, como el Primer Ministro Jean Chrétien, aparecieron durante el programa.
Después de trabajar en ATN, Kharuk produjo el programa de televisión “Saturday Morning” y promovió conciertos de artistas rusos en Canadá. Tras su regreso a Rusia en 2006, creó el canal de televisión Style and Fashion, años más tarde. Valentin Yudashkin, famoso diseñador de modas, era el editor en jefe de este canal.
Kharuk también produjo “Our Home Shopping” para el canal de televisión Domashny. Este programa era una comedia de 60 episodios sobre lo que ocurre detrás de cámaras en la televisión.
En 2020, Oleg Kharuk escribió la novela de aventuras “Hustlers in Paradise”.

## Actividad empresarial
Oleg Kharuk es el fundador de LEOMAX, una de las más grandes empresas de comercio electrónico en Rusia. En 2013, la firma de inversionistas One Equinox Partners, una división de JP Morgan, hizo una oferta para adquirir el 51% de participación en LEOMAX, con una valuación de la empresa de $ 280 millones, pero la negociación nunca se concretó.
Desde 2018, Haruk ha invertido en empresas en crecimiento en comercio electrónico, finanzas, robótica e inteligencia artificial.

## Carrera deportiva
Desde 2015, Oleg ha participado constantemente en triatlones, como la competencia Ironman.
2016 – 2018, participó como piloto de carreras en el Campeonato Ruso Russian Championship en la categoría Touring.
2018 – fue piloto del Campeonato Europeo de carreras de autos de la categoría GT4.
2017 – Ganador en la carrera de autos de 4 horas del Campeonato de los Estados Bálticos en 2017 (Touring).
2018 – Ganador en la carrera de autos de 12 horas del Golfo en Abu Dhabi (GT4).

## Trabajo de caridad
Oleg Kharuk es el fundador de la Fundación de Caridad St. Nicholas. La fundación proporciona asistencia a las personas sin casa en Moscú. En el invierno de 2014, la Fundación ayudó a 8,000 personas sin hogar ofreciéndoles refugio, alimentación y asistencia médica.
La Fundación financió el rally automotriz Nadezhda en 2014. Durante 16 días se establecieron puntos de entrega de ropa, calzado, medicamentos y alimentos para las personas sin hogar en 10 ciudades de Rusia.

## Nombramientos y premios
En 2016, Kharuk ganó en la Competencia Internacional al Emprendedor del Año en Rusia en la categoría Minorista.

## Vida personal
Oleg Kharuk vive en Londres, Inglaterra. Está casado y tiene tres hijos.